# NIM811
NIM811（或称为N-甲基-4-异亮氨酸环孢素）是一种大环化合物，分子式C62H111N11O12，作为线粒体膜通透性转换孔抑制剂，用于丙型肝炎治疗。